# Фарнезе, Катерина
Катери́на Фарне́зе (итал. Caterina Farnese), или Мари́я Екатери́на Фарне́зе (итал. Maria Caterina Farnese), в монашестве Тере́за Маргари́та Воплоще́ния (итал. Teresa Margherita dell'Incarnazione; 3 сентября 1637, Пьяченца, Пармское герцогство — 27 апреля 1684, Парма, Пармское герцогство) — принцесса из дома Фарнезе, дочь Одоардо Фарнезе, герцога Пармы и Пьяченцы. Монахиня монастыря босых кармелиток в Парме.

## Биография

### Ранние годы
Принцесса Катерина родилась в Пьяченце 3 сентября 1637 года. Она была пятым (четвёртым выжившим) ребёнком в семье Одоардо Фарнезе, герцога Пармы и Пьяченцы и Маргариты Медичи, принцессы из дома Медичи. По линии отца приходилась внучкой Рануччо I Фарнезе, герцогу Пармы и Пьяченцы и Маргарите Альдобрандини, внучатой племяннице римского папы Климента VIII. По линии матери была внучкой Козимо II Медичи, великого герцога Тосканы и Марии Магдалины Австрийской, принцессы из имперской ветви дома Габсбургов. На следующий день после рождения принцессу под именем Марии Екатерины крестили в капелле герцогского дворца в Пьяченце. Обряд крещения провёл епископ Пьяченцы Алессандро Скаппи.
Сразу после рождения мать передала её на попечение кормилицы, некой флорентийки по имени Барбара Разина, преданной почитательницы Пресвятой Девы Марии с горы Кармил и босых кармелитов. Предполагалось, что принцесса примет монашество. Однако уже в раннем детстве у неё, наряду с развитыми интеллектуальными способностями, проявился сильный и независимый характер, игнорировавший правила придворного этикета. Ей нравились предметы роскоши, верховая езда и чтение романов, особенно Лудовико Ариосто.

### Проекты замужества
В 1646 году умер отец принцессы, и новым герцогом Пармы и Пьяченцы под именем Раннучо II Фарнезе стал её несовершеннолетний брат. Через два года он приступил к самостоятельному правлению и решил выдать Катерину замуж. С этой целью герцог разослал изображение сестры по дворам европейских монархий. Осмотрев портреты всех незамужних принцесс, король Франции Людовик XIV счёл принцессу Катерину самой красивой. Рассматривалась возможность её брака с королём Англии Карлом II, но она отказалась выходить замуж за протестанта. К принцессе посватался брат императора Леопольда I, однако и он получил отказ.
В 1660 году, проведя некоторое время в аббатстве Святого Александра в Парме, который принадлежал монахиням-бенедиктинкам, Катерина впервые задумалась о принятии монашеского пострига. Вскоре после этого, вместе с  матерью, принцесса посетила настоятельницу монастыря Святых Антония и Терезы в Парме. Последняя, находясь на смертном одре, прервала длительное молчание и благословила Катерину вступить в обитель босых кармелиток. В том же году принцесса попросила придворного капеллана, иезуита Джованни Баттисту Гандуччи, рассказать матери о своём намерении стать монахиней. Но вдовствующая герцогиня, помня жизнелюбивый нрав дочери, не поверила в подлинность её призвания. Даже босые кармелитки из монастыря Святых Антония и Терезы в Парме, в котором она собиралась принять монашеский постриг, поблагодарив за оказанную им честь, отнеслись к намерению принцессы скептически. Насельницы монастыря изменили своё мнение после личной встречи с Катериной, и 16 мая 1661 года капитул согласился принять её в монашескую общину.
Удалиться в монастырь принцессе позволил и герцог Рануччо II Фарнезе. Катерина официально отказалась от всех своих прав в пользу братьев, а те, в свою очередь, от имени принцессы внесли пожертвования на восстановление монастыря Святого Панкратия в Риме, принадлежавшего босым кармелитам. В виде исключения, ей разрешили снять монашеский сан в случае пресечения династии по мужской линии. Тем не менее, в обществе всё ещё сомневались в твёрдости решения принцессы. Мать уговорила Катерину перенести дату вступления в монастырь и попросила сопровождать её во Флоренцию на свадьбу двоюродного брата принцессы, наследного принца Козимо Медичи, сочетавшегося браком с принцессой Маргаритой Луизой Орлеанской. Вдовствующая герцогиня надеялась, что её родной брат, дядя Марии Екатерины, великий герцог Тосканы Фердинанд II Медичи убедит племянницу отказаться от решения стать монахиней. Но принцесса осталась верна своему намерению. В том же году в Болонье был издан сборник поэзии в стиле барокко, прославлявший «героическое решение» Катерины.

### Монашество
Мария Екатерина должна была вступить в общину босых кармелиток 19 марта 1662 года, но из-за сильного ливня торжественную церемонию пришлось перенести на 22 марта. Под пушечные выстрелы по дороге, украшенной арками, принцесса в сопровождении двора прошла из герцогского дворца в монастырь, где принесла временные монашеские обеты, приняв новое имя Терезы Маргариты Святого Иосифа. Волосы с головы Катерины, состриженные во время обряда, были переданы супруге её брата, герцогине Маргарите Виоланте Савойской. Завершив новициат, в день празднования Пасхи, 25 марта 1663 года принцесса принесла вечные монашеские обеты перед настоятельницей и приняла новое имя Терезы Маргариты Воплощения, а 15 августа того же года монашескую мантию на неё возложил генеральный приор ордена босых кармелитов.
Вопреки прогнозам двора и мнению общественности, принцесса не только выдержала суровый уклад жизни босых кармелиток, но стала образцовой монахиней. Преодолевать трудности монашеской жизни ей помогало врожденное чувство юмора. Тереза Маргарита Воплощения серьёзно относилась к исполнению устава. Прежде всего, она отказалась от обедов с герцогской кухни, которые присылали для неё в монастырь из дворца. Перед принесением вечных обетов она так усердно начала практиковать дела покаяния и молитву, что духовнику пришлось просить её умерить подвижнический пыл.
Терезе Маргарите Воплощения неоднократно предлагали возглавить монашескую общину, но всякий раз она отказывалась от места настоятельницы. Своим духовным ориентиром принцесса выбрала основательницу босых кармелиток, Терезу Авильскую. После десятилетнего опыта монашеской жизни, духовник разрешил ей принести совершенные обеты 15 октября 1672 года. В народе принцесса приобрела репутацию святой подвижницы, которую сама она всячески отрицала. Как босая кармелитка, Тереза Маргарита Воплощения соблюдала не только внешний затвор, но и внутренний, храня чувства от всего мирского. Поэтому в 1679 году она отказалась оплакивать смерть своей матери. Тем не менее, во время пребывания в монастыре Тереза Маргарита Воплощения вела активную переписку на духовные темы.

### Смерть и почитание
Сильные морозы зимой 1683—1684 года способствовали распространению среди насельниц монастыря Святых Антония и Терезы в Парме «острой и злокачественной лихорадки». Многие заболевшие монахини, включая настоятельницу, скончались. Ухаживая за больными, Тереза Маргарита Воплощения окончательно подорвала здоровье, ослабленное подвигами покаяния. Она умерла 27 апреля 1684 года и была похоронена в монастыре, в котором подвизалась.
Репутация святой, которая преследовала принцессу при жизни, усилилась с её смертью. 27 мая 1684 года папа Иннокентий XI издал бреве, в котором поставил её в пример всем принцессам европейских монархий. В 1691 году была издана первая биография Терезы Маргариты Воплощения, написанная её духовником с разрешения руководства Ордена босых кармелитов. Книга, изданная на средства дома Фарнезе, содержала посвящение брату принцессы, герцогу Рануччо II Фарнезе. Сочинение имело успех у читателей. В 1694 году в Авиньоне вышел перевод биографии на французский язык. Это издание содержит немногочисленные и краткие личные записи Терезы Маргариты Воплощения. В 1697 году книга была издана в Великом герцогстве Тосканы. В 1698 году вышли ещё два издания в Пармском герцогстве и одно в Венецианской республике.
Дом Фарнезе способствовал началу процесса причисления принцессы к лику блаженных Римско-католической церкви. Однако пресечение династии не позволило довести начатый процесс до конца. В настоящее время Тереза Маргарита Воплощения носит титул досточтимой. Единственный известный прижизненный портрет принцессы, на котором она изображена в облачении босой кармелитки, находится в монастыре Святых Антония и Терезы в Парме.